# Deutsche Bank
Deutsche Bank AG är en tysk multinationell bankkoncern med säte i Frankfurt am Main. Deutsche Bank är Tysklands största kreditinstitut. Man har viktiga kontor i London, New York, Singapore och Sydney.

## Historia
Deutsche Bank grundades 22 januari 1870 i Berlin. Grundare var bland andra privatbankiren Adelbert Delbrück och politikern och bankiren Ludwig Bamberger som ville skapa en storbank för huvudsakligen handel. 10 mars 1870 räknas som officiellt datum för grundandet då det var då man fick sin koncession av den preussiska statsregeringen. De första direktörerna var Wilhelm Platenius, Georg von Siemens och Hermann Wallich. För utlandsverksamheten skapads de första kontoren i Shanghai (1872), Yokohama (1872) och London (1873). 1876 övertog man Berliner Bank-Verein och Deutsche Union-Bank och blev den största banken i Tyska riket. 
Man var under de första årtionden med och finansierade stora industriprojekt som Northern Pacific Railroad i USA (1883) och Bagdadbanan (1888). Man var också med och lånade ut till Kruppkoncernen, förde in Bayer på börsen och tog över delar av BASF. Man var också med som finansiär vid grundandet av AEG, Mannesmann och vid omvandlingen av Siemens-Schuckertwerke till ett aktiebolag (dagens Siemens AG).
Till en början växte man långsamt i Tyskland vad gäller filialer. Man öppnade de första i hamnstäderna Bremen och Hamburg och 1886 tog man över Frankfurter Bank-Verein i Frankfurt am Main. 1901 kunde man utöka sitt nät av filialer genom övertagandet av Leipziger Bank som gått i konkurs. Till en början kom närvaron på regional nivå att ske via banker som man var delägare i. Från 1914 skedde sammanslagningar med regionbankerna och man blev en bankkoncern med 38 nya filialer.
1917 var Deutsche Bank med som finansiär vid grundandet av Ufa. Under Weimarrepubliken fortsatte man att växa genom sammanslagningar och uppköp. 1923 hade antalet filialer vuxit till 146. 1929 följde storfusionen med rivalen Disconto-Gesellschaft och man fick 289 filialer. 
I Nazityskland kom Deutsche Bank att ha en nyckelroll i nazisternas tvångsövertagande av företag från judiska och andra medborgare. Banken vägrade bl.a. krediter men var också med som finansiär och tog över företag under tvång. Banken kom därmed att spela en mycket viktigt roll för nazisterna och deras mål. Under andra världskriget kom banken att expandera via övertaganden av de banker som befann sig i av Nazityskland besatta områden: Sudetområdet, Böhmen och Mähren och Österrike. Banken var med och köpte upp företag som sedan såldes vidare till Reichswerke Hermann Göring och SS. Man handlade även med guld som stulits från mördade judar.
Efter andra världskriget tänkte amerikanarna ställa Deutsche Banks ledning inför krigsrätt men detta skedde aldrig. I den östra zonen övertogs alla banker av den östtyska staten. I Västtyskland kom man att decentralisera banken i mindre banker för att får bort den stora maktkoncentrationen. 1948 kom 10 regionala banker att skapas. 1952 följde en återcentralisering då man gick från 10 banker till tre stycken: Norddeutsche Bank AG i Hamburg, Süddeutsche Bank AG i München och Rheinisch-Westfälische Bank AG i Düsseldorf. 1957 skedde den sista fusionen då dessa tre banker tilläts gå samman till dagens Deutsche Bank. I Västberlin med sin specialstatus fanns man under namnet Berliner Diskonto-Bank AG och senare Deutsche Bank Berlin AG. 
I samband med Tysklands återförening tog man över DDR:s statsbanks filialnät. 1993 nådde Deutsche Bank sitt största antal filialer men efter det har man lagt ner bankkontor. Från 1980-talet har man expanderat utanför Tyskland. Under 1990-talet har man grundat och tagit över banker i östra och södra Europa. 1998 tog man över den amerikanska investmentbanken Bankers Trust i London. Man finns idag i flera länder under det egna namnet medan man i andra är delägare.
I Deutsche Bank ingår DWS Investments.

## Samarbete med högskolor och universitet
Företaget är en av medlemmarna, benämnda Partners, i Handelshögskolan i Stockholms partnerprogram för företag som bidrar finansiellt till högskolan och nära samarbetar med den vad gäller forskning och utbildning.